# Souffrignac

Souffrignac este o comună în departamentul Charente, Franța. În 1 ianuarie 2022 avea o populație de 149 de locuitori.